# Paweł Binkowski
Paweł Binkowski (ur. 1 maja 1958 w Radomsku) – polski aktor, lektor i prezenter telewizyjny.
W 1983 roku ukończył studia na PWST we Wrocławiu. Po studiach pracował w Teatrze Dramatycznym w Białymstoku. Od 1987 pracuje w Teatrze Nowym w Poznaniu. W 2004 prowadził program Telekurier. Aktor użyczył swojego głosu do komputerowego systemu zapowiadania pociągów na stacji kolejowej Poznań Główny. W 2013 roku odznaczony medalem „Zasłużony dla Kultury Polskiej”.

## Filmografia
- 1992: Mama – Nic − doktor Jacek
- 1996: Poznań 56
- 2007: Fala zbrodni